# Walter Dießner
Walter Dießner (født 26. december 1954 i Meißen) er en tysk tidligere roer, olympisk guldvinder og firedobbelt verdensmester, tvillingebror til Ullrich Dießner.

## Karriere

### Rokarriere
Dießner-brødrene roede det meste af karrieren sammen, og deres første store resultat kom, da de i 1972 vandt junior-VM i toer uden styrmand. Senere gik de over i firer med styrmand, hvor de vandt VM-guld i 1974 og -sølv i 1975.
Østtyskerne var derfor blandt favoritter ved OL 1976 i Montreal, hvor Dießner-brødrene stillede op i fireren med styrmand sammen med Andreas Schulz, Rüdiger Kunze og styrmand Johannes Thomas. Den østtyske båd vandt deres indledende heat og deres semifinale, men i finalen var den sovjetiske båd hurtigst og vandt guldet, mens østtyskerne hentede sølv og vesttyskerne et stykke bagefter igen kom ind på bronzepladsen. I alt deltog 14 lande i konkurrencen.
Dießner-brødrene fortsatte i fireren med styrmand, men nu med nye makkere i båden. Successen fortsatte, om muligt i endnu højere grad, da de var med til at sikre DDR VM-guld de tre følgende år.
Ved OL 1980 i Moskva bestod den tyske firer med styrmand af Dieter Wendisch, Gottfried Döhn, brødrene Dießner og styrmand Andreas Gregor (samme besætning, der vandt VM i 1977 og 1978), og de vandt da også deres indledende heat ganske klart. I finalen var de ligeledes suveræne og vandt guldet med et forspring på mere end fire et halvt sekund ned til Sovjetunionen på andenpladsen, mens Polen fik bronze.
I 1981 var brødrene Dießner for en kort bemærkning med i otteren, der blev nummer fire ved VM dette år, inden Walter Dießner indstillede sin elitekarriere.

### Videre karriere
Brødrene Dießner var begge udlært værktøjsmagere, men Walter Dießner skiftede senere fag og blev bager. Han overtog derpå sin svigerfars bageri.
Hans søn, Jörg Dießner, blev også roer og deltog i to olympiske lege i begyndelsen af 2000'erne.

## OL-medaljer
- 1980:  Guld i firer med styrmand
- 1976:  Sølv i firer med styrmand